# Chenji, Feidong
Chenji (kinesiska: 陈集) är en köping i östra Kina. Den ligger i Feidong härad i staden Hefei i provinsen Anhui, omkring 58 kilometer nordost om provinshuvudstaden Hefei.